# Siva (fiume)
La Siva (in russo  Си́ва?) è un fiume della Russia europea orientale, affluente di destra della Kama (bacino idrografico del Volga). Scorre nel Territorio di Perm', nei rajon Častinskij, Ochanskij e Bol'šesosnovskij, e nel Votkinskij rajon dell'Udmurtia.
Nasce e scorre nella parte occidentale delle alture della Kama, con direzione mediamente sud-occidentale e corso grossolanamente parallelo a quello della Kama; vi confluisce non lontano dalla città di Čajkovskij, alla testa del bacino artificiale di Votkinsk, a 329 km dalla foce della Kama. I maggiori affluenti ricevuti sono But', Sosnova, Černaja, Lyp, Votka, tutti provenienti dalla destra idrografica.
Il più grande insediamento nella valle della Siva è la città di Votkinsk, che si trova non lontano dalla confluenza del tributario Votka.
La Siva, così come tutti i fiumi del bacino, è gelata per lunghi periodi ogni anno (mediamente, da novembre ad aprile).